# Ichnologie
Cet article possède des paronymes, voir Ichtyologie et Iconologie.
L'ichnologie (du grec ἴχνος / íkhnos, « empreinte », et λόγος / lógos, « discours ») est la discipline qui étudie les traces ou les signes d'activité laissés dans les sédiments ou les roches par les organismes vivants. Elle étudie aussi les structures éthologiques, c'est-à-dire l'enregistrement du comportement des êtres vivants dans les milieux naturels. Le terme a été introduit par William Buckland en 1836 pour désigner l'étude des ichnites fossiles. Les chercheurs et autres spécialistes en ichnologie sont appelés ichnologues.
La sous-discipline qui traite des structures éthologiques fossiles est la paléoichnologie, tandis que celle qui traite les structures actuelles est la néoichnologie. On établit souvent des parallèles entre les structures éthologiques actuelles et fossiles, ce qui aide à comprendre le comportement et l'anatomie possibles des organismes ayant donné naissance à ces traces d'activité, sans que les restes de ces organismes soient eux-mêmes présents.